# 薛向
薛向（?—?），字師正。北宋官员。
薛颜之孫。早年以祖蔭任太庙斋郎，後來擔任永寿主簿，累官成都知府。歷官开封度支判官，权陕西转运副使、制置解盐等職務，嘉祐五年（1060年）接掌鹽鈔，創設「鹽鈔買馬」，熙寧初年（1068年），張靖質疑薛向欺隐，反被降罪，“知谏院的范纯仁进奏说：“薛向在陕西坏法已七八年”。王安石稱他“精力强果，达于政事”。王安石變法時任六路均输使、三司使。官至樞密副使。皇上诏令民间畜马，薛向认为养马会给百姓带来不便，被御史舒亶參劾“反覆無大臣體”，知颍州，改随州。不久去世。谥曰恭敏。有子薛绍彭、薛嗣昌。

## 延伸阅读
[在维基数据编辑]
 《宋史·卷328》，出自脱脱《宋史》